# Seven World Trade Center
Il Seven World Trade Center è un edificio facente parte dell'omonimo complesso di Manhattan, a New York. Distrutto negli attentati dell'11 settembre 2001, la ricostruzione di un nuovo edificio è iniziata meno di un anno dopo la tragedia. Il nuovo edificio è stato inaugurato nel 2006.

## 1987–2001
Il vecchio Trade Center 7 aveva un rivestimento esterno prevalentemente rosso, occupava uno spazio trapezoidale ed era alto 123,7 m. Era collegato al resto del complesso tramite una strada pedonale sopraelevata. Quando l'edificio fu inaugurato nel 1987 il locatario del complesso, Larry Silverstein, ebbe difficoltà ad attirare inquilini.
Nel 1988 la società Salomon Brothers firmò un contratto a lungo termine diventando il maggiore inquilino dell'edificio.

### Il collasso a seguito degli attentati dell'11 settembre

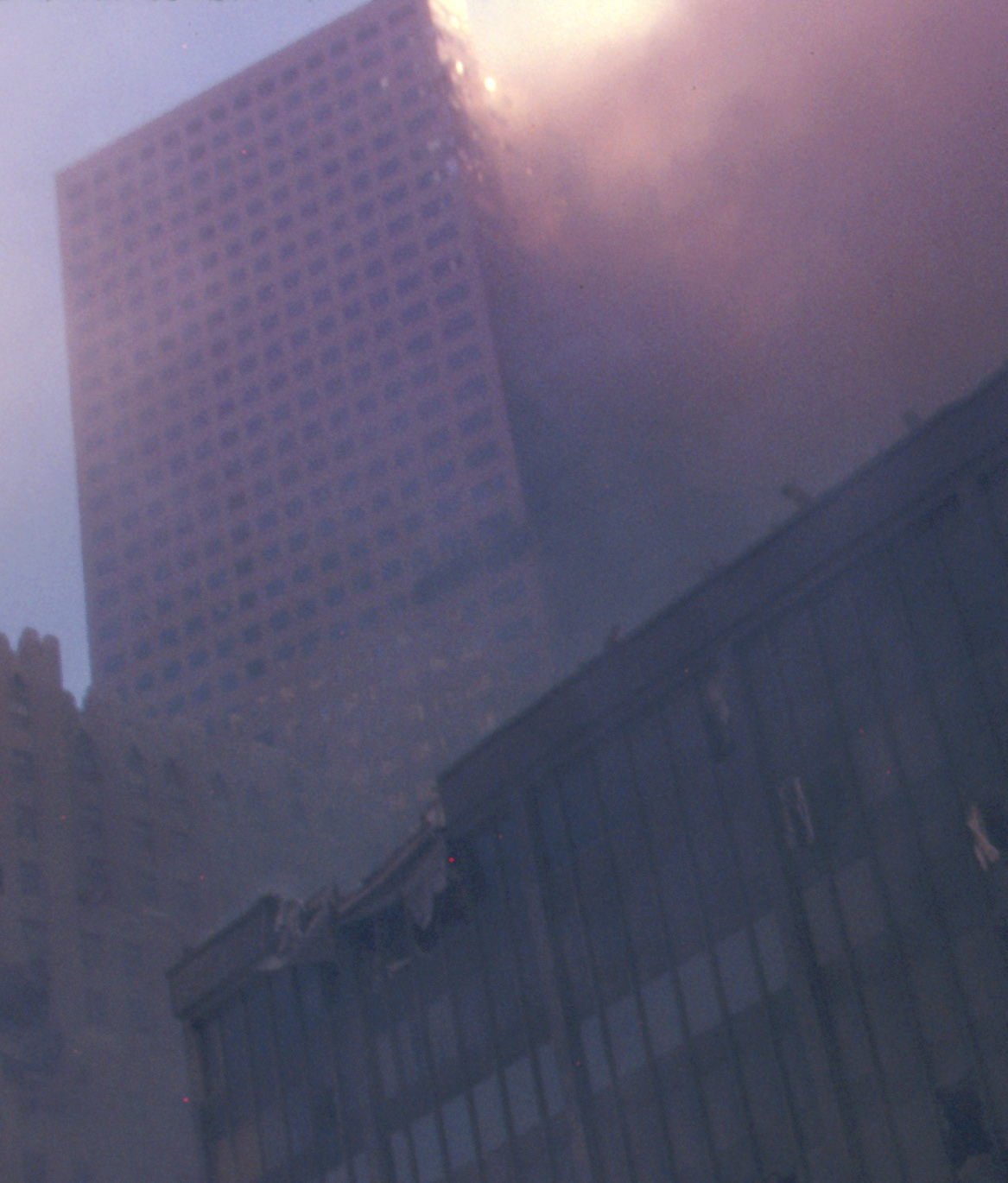
Il 7 World Trade Center in fiamme dopo il crollo delle torri WTC1 e WTC2 dell'11 settembre 2001.

L'11 settembre 2001, al collasso della torre nord, alcuni detriti colpirono il WTC7 causando danni alla facciata sud. Oltre la parte bassa della facciata sud, i detriti causarono danni all'angolo sudovest dall'ottavo al diciottesimo piano provocando un largo squarcio verticale nella parte centrale e bassa estesa circa dieci piani e altri danni più in alto. L'edificio era equipaggiato con un sistema antincendio che aveva tuttavia dei punti deboli: le pompe elettriche dovevano essere azionate manualmente; il sistema di controllo di ogni singolo piano aveva una sola singola connessione al sistema antincendio; inoltre la pressione dell'acqua era bassa, oppure l'acqua era del tutto assente.
Dopo il crollo della torre nord, alcuni vigili del fuoco entrarono all'interno dell'edificio provando a estinguere piccole parti dell'incendio, ma la bassa pressione dell'acqua rese vani gli sforzi. Un esteso incendio interessò nel pomeriggio i piani 11 e 12 del WTC7, le fiamme erano visibili sulla parte est dell'edificio. Durante il pomeriggio il fuoco fu visto anche ai piani 6–10, 13–14, 19–22, e 29–30. In particolare gli incendi ai piani 7, 8 e 9 e dall'11 al 13 rimasero incontrollati per tutto il pomeriggio. Verso le 14:00 i vigili del fuoco notarono un rigonfiamento nell'angolo sudovest dell'edificio tra il decimo e il tredicesimo piano, segno che il WTC7 era instabile e poteva crollare. Nel pomeriggio, i vigili del fuoco sentirono anche dei rumori di cedimento e scricchiolii provenire dall'edificio. Verso le 15:30 il capo della FDNY, Daniel Nigro, decise di fermare le operazioni di soccorso e di recupero dei detriti intorno al WTC7 e di evacuare l'area al fine di salvaguardare la sicurezza del personale. Alle 17:20:33 dell'11 settembre 2001 il World Trade Center 7 cominciò a crollare, con il collasso della penthouse est, mentre il resto del grattacielo crollò completamente alle 17:21:10. Non ci furono vittime a causa del crollo dell'edificio.
Il 1 settembre 2002 il FEMA (Federal Emergency Management Agency) ha pubblicato un primo rapporto sulle cause del crollo del WTC7.
Il 20 novembre 2008 il NIST (National Institute of Standards and Technology) ha pubblicato un secondo rapporto sulle cause del crollo del WTC7. In esso si conferma la dinamica già conosciuta:

## 2006–
Il 7 maggio 2002 è ufficialmente iniziata la preparazione delle fondamenta del nuovo WTC 7 e di una recinzione intorno ad esse. La costruzione della struttura è invece cominciata nel 2003 e finita nel 2006. Sebbene Silverstein abbia ricevuto 861 milioni di dollari dall'assicurazione sul vecchio edificio, doveva più di 400 milioni di dollari sul mutuo. Esso conta 52 piani per 226,5 m di altezza. Il nuovo edificio è delimitato da Greenwich, Vesey, Washington e Barclay streets. Un piccolo parco triangolare in Greenwich Street, occupa tutto lo spazio che occupava l'originale omonimo edificio a forma trapezoidale. Nel parco è collocata una fontanella sormontata da una scultura rossa specchiante la cui forma ricorda un cuore.
L'attuale 7 World Trade Center prevede nel design una maggiore sicurezza rispetto al precedente, con un nucleo in cemento armato, ampie scalinate, estintori, spesse colonne di acciaio e incorpora numerose funzioni ecologiche. La classe energetica LEED dell'edificio è Gold.

## Architettura

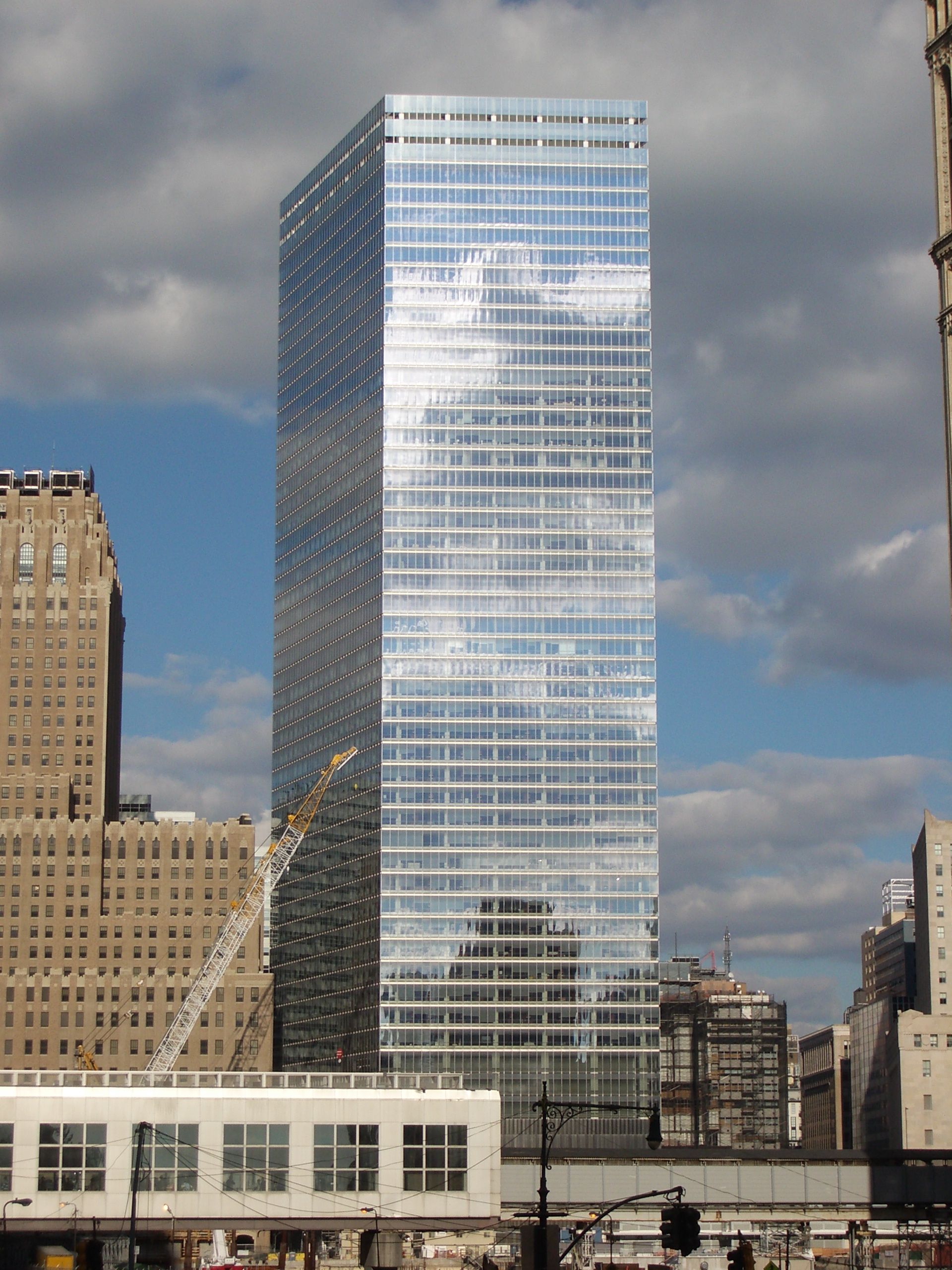
7 Il World Trade Center visto da sud-ovest nel 2008.

Il nuovo 7 World Trade Center ha 52 piani ed è alto 226 m. L'edificio ha 42 piani di spazio affittabile, a partire dall'11° piano, e un totale di 160 000 m² di uffici. I primi dieci piani ospitano una sottostazione elettrica che fornisce energia a gran parte di Lower Manhattan. La torre per uffici ha un'impronta più stretta a livello del suolo rispetto al suo predecessore, quindi il corso di Greenwich Street potrebbe essere ripristinato per riunire TriBeCa e il distretto finanziario.

### Facciata
David Childs di Skidmore, Owings and Merrill ha collaborato con l'artista e designer del vetro James Carpenter per creare un design che utilizza vetro ultra-trasparente a basso contenuto di ferro per fornire riflettività e luce. Ci sono dei pennacchi in acciaio inossidabile dietro il vetro per aiutare a riflettere la luce solare. I pennacchi sono testurizzati e curvati in modo da riflettere la luce sia dai davanzali delle finestre di ogni piano che dal cielo. Ai piani inferiori, ci sono pannelli di 4,6 x 1,5 m con prismi triangolari in acciaio. Ci sono 130 000 prismi in totale, che sono inclinati a diverse angolazioni per riflettere la luce naturale dal cielo. I vetri delle finestre ai piani superiori sono alti 4,1 m e sono realizzati in vetro bianco con basse concentrazioni di ferro.
Il nuovo 7 World Trade Center è stato costruito sopra la sottostazione Con Edison. Quando è stato costruito l'edificio attuale, le volte del trasformatore sono state riorganizzate in un guscio alto 24 m alla base dell'edificio. Per racchiudere la sottostazione elettrica e migliorarne l'estetica, la base dell'edificio ha una parete continua con persiane in acciaio inossidabile che forniscono ventilazione per i macchinari.
C'è una parete di vetro con rete di cavi sul prospetto orientale della facciata, appena sopra l'ingresso di Greenwich Street. Questa parete con rete di cavi misura 15 per 34 m di larghezza. Durante il giorno, la parete continua riflette la luce, mentre di notte è illuminata da luci LED blu e bianche. La parete continua ha 220 000 LED; di notte, i prismi sulla facciata riflettono la luce di ciascun LED sulla strada.